# Monte Auseva
El monte Auseva es un accidente geográfico (monte) localizado en los Picos de Europa, en la cornisa cantábrica, el este del Principado de Asturias en España. Está situada dentro del Parque nacional de los Picos de Europa.
Está cercano a la ciudad de Cangas de Onís, y es conocido porque en sus estribaciones se encuentra el Real Sitio de Covadonga y por el sitio en el que Don Pelayo derrotó a los musulmanes en la Batalla de Covadonga.
En la explanada inferior de Covadonga, está escrita sobre bloques de piedra, la inscripción siguiente:

Aquí en el Monte

Auseva, morada

inmemorial de la Virgen

renació la España de

Cristo con la gran

victoria de Pelayo y

de sus fieles sobre los

enemigos de la Cruz

Años 718-722

- Datos: Q5405427